# Chrysobothris sexsignata
Chrysobothris sexsignata är en skalbaggsart som beskrevs av Thomas Say 1839. Chrysobothris sexsignata ingår i släktet Chrysobothris och familjen praktbaggar. Inga underarter finns listade i Catalogue of Life.